# Harry John Lawson
Harry John Lawson, ook wel bekend als Harry Lawson (Londen, 1852 - Harrow (Londen) 1925) was een Brits wielrenner, motorfietspionier en fraudeur.
Lawson werd in Londen geboren als zoon van een puriteinse Calvinistisch-methodistische dominee.

## Fietsen
In de jaren zeventig van de negentiende eeuw ontwierp Lawson verschillende soorten fietsen. Hij wordt daarom naast John Kemp Starley weleens aangeduid als uitvinder van de moderne fiets. 

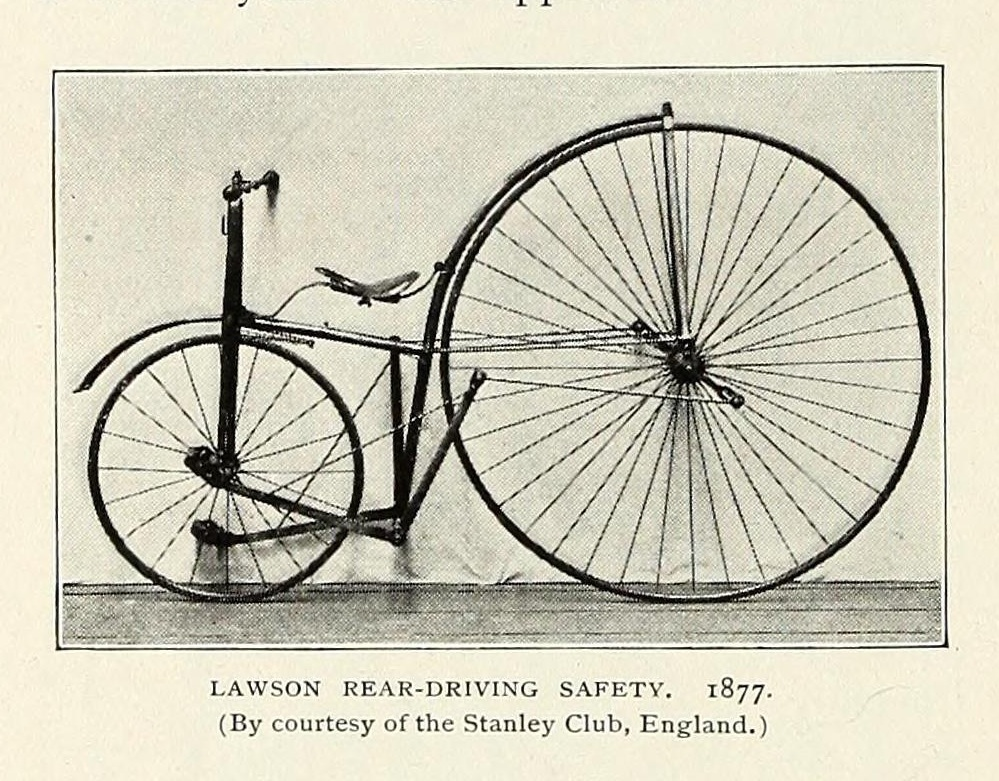
Harry John Lawson's achterwiel aangedreven fiets uit 1877

## Auto-industrie
In een poging de Britse auto-industrie op te bouwen richtte Lawson in juli 1895 in Londen The Daimler Motor Company Limited op door het Daimler Motor Syndicate over te nemen van Frederick Richard Simms. Dit bedrijf begon later met de autoproductie in Coventry. Behalve in het oprichten van een automaatschappij in Groot-Brittannië probeerde Lawson zich ook te verrijken door het opzetten van brievenbusmaatschappijen en het vergaren van patenten. Zo kocht hij het alleenrecht voor de productie van Léon Bollée en De Dion-Bouton automobielen in Engeland en ook de Humber Bicycle Company. Daarnaast kocht hij de Britse patentrechten voor Amerikaanse fietsontwerpen.  In 1897 stortte de British Motor Syndicate in, maar het legde wel de basis voor de autofabrieken van Clément en Talbot. Lawson richtte ook nog de British Motor Company, de British Motor Traction Company en de Great Horseless Carriage Company op. De laatste werd in 1898 omgevormd tot Motor Manufacturing Company. Samen met E.J. Pennington stichtte hij de Anglo-American Rapid Vehicle Company. Met zijn enige succesvolle bedrijf, Daimler, kocht hij de rechten van Gottlieb Daimler, hoewel dit bedrijf in 1904 ook gereorganiseerd moest worden. Na een aantal faillissementen werd de British Motor Syndicate in 1901 gereorganiseerd en omgedoopt tot British Motor Traction Company onder leiding van Selwyn Edge.

## Motorfietsen
In 1896 richtte Lawson de Beeston Cycle Co op. Hij liet in verschillende bedrijven in Coventry, deels onafhankelijk van elkaar, Beeston-voertuigen bouwen met twee-, drie- en vier wielen. Als eerste verscheen er in 1896 een tricycle met De Dion-Bouton-motor. Al in 1898 volgden er motorfietsen met 364 cc 1¾ pk De Dion-Bouton-motor voor het achterwiel en met de tank achter het zadel. In 1897 richtte Lawson The Motor Manufacturing Co in Coventry op. Vanaf 1899 bouwde men hier de Franse Werner motorfietsen in licentie. Dit werd de zgn. "British Werner". Deze motorfietsen stonden hoog aangeschreven, vooral toen de gebroeders Werner hun "Nieuwe Wernermethode" patenteerden, waardoor zij als enige het motorblok laag in het frame konden plaatsen. De Britse vestiging van Werner bestond tot 1908, dus ook in de periode dat Lawson zelf geen publieke functies meer vervulde. De Amerikaanse uitvinder E.J. Pennington beloofde aan de Harry John Lawson tegen een gage van £100.000 twee motorfietsen te bouwen. Bij de eerste machines zat de tweecilinder motor op een rek achter het achterwiel. De motor had luchtkoeling maar geen koelribben. De tweede motor had een eencilinder motor die onder het zadel zat. In tegenstelling tot de belofte bleken deze machines echter waardeloos en Lawson verloor veel geld aan het avontuur. Ook Pennington ging failliet en keerde naar Amerika terug, waar hij in 1911 overleed. De bedrijfsnaam waaronder deze motorfietsen geproduceerd moesten worden was Humber Works, Coventry, maar waarschijnlijk betrof het hier het bedrijf dat ook bekend was als Anglo-American Rapid Vehicle Company. Humber bleef echter bestaan, mede omdat Lawson nog patenten van Léon Bollée bezat.

## Politieke lobby
In 1895 ontstond een sterke lobby tegen de Red Flag Act, een wet die de snelheid van de toenmalige locomobielen in het buitengebied beperkte tot 4 mph (6 km/h) en in bebouwd gebied tot 2 mph (3 km/h). Er moesten drie personen bij zijn, waarvan er één met een rode vlag of een rode lantaarn 50 m voor het voertuig uit moest lopen. De andere twee waren de bestuurder en de stoker. Lawson ontwikkelde een groot aantal activiteiten om de lobby tegen de wet te organiseren. Samen met Simms richtte hij ook de Motor Car Club op. In juli 1895 richtte hij samen met Adolphe Clément en Charles Chetwynd-Talbot, 20e Graaf van Shrewsbury de "British Motor Syndicate Limited" op. Al deze verenigingen en bedrijven waren bedoeld om een monopolie in de Britse fiets- en auto-industrie te bewerkstelligen. In oktober 1895 was hij een van de deelnemers van de eerste Britse autotentoonstelling die door de burgemeester van Tunbridge Wells was georganiseerd. Op 15 februari 1896, de dag voor de beursgang van de The Daimler Motor Company Limited, organiseerde Lawson een promotiebijeenkomst bij het Imperial Institute waar bijna 1700 mensen aanwezig waren. Daar werd de Prince of Wales (later Koning Eduard VII) rondgereden door een vriend van Simms, Charles Ellis, in een Panhard et Levassor met een Daimler-motor. Op 14 november 1896 organiseerde Harry Lawson de Emancipation run, bedoeld om de invoering van de Locomotives on Highways Act te vieren. Door die wet konden gemotoriseerde voertuigen 21 km/h rijden en verviel de verplichting om iemand met een rode vlag voor het voertuig te laten lopen.

## Juridische problemen
De patenten die Lawson gekocht had bleken lang niet zo waterdicht te zijn als hij dacht. Vanaf 1901 begon een aantal rechtszaken tegen hem, waardoor de waarde van zijn bedrijven daalde. Ook de patenten verdwenen door succesvolle zaken die werden aangespannen door de Automobile Mutual Protective Association. In 1904 werd Lawson gedaagd voor het op frauduleuze onttrekken van geld aan zijn aandeelhouders. Hij verdedigde zichzelf, maar werd veroordeeld tot 1 jaar dwangarbeid. In 1908 was Lawson helemaal verdwenen uit de auto-industrie en het publieke leven. Hij kwam terug als directeur van de Blériot Manufacturing Aircraft Company Ltd., de Britse dochteronderneming van de vliegtuigfabriek Blériot Aéronautique. Lawson nam in het geheim de controle over het bedrijf over net voor het naar de beurs ging. Daarmee kon hij de oorlogsproductie uitbreiden. Hij kwam echter in problemen met het contract dat hij met Blériot had gesloten. Toen dit aan het licht kwam werd het bedrijf gesloten en Lawson werd veroordeeld voor fraude. Hij verdween opnieuw uit het publieke leven en overleed in zijn huis in Harrow in 1925.